# Quỳnh Phú
Quỳnh Phú là một xã thuộc huyện Gia Bình, tỉnh Bắc Ninh, Việt Nam.
Xã Quỳnh Phú có diện tích 7,86 km², dân số năm 1999 là 6146 người, mật độ dân số đạt 782 người/km².
Quỳnh Phú bao gồm 06 thôn:
1. Thôn Đổng Lâm
2. Thôn Thủ Pháp
3. Thôn Lương Pháp
4. Thôn Quỳnh Bội
5. Thôn Đỗ Xá
6. Thôn Phú Dư